# Asterix & Obelix – Im Auftrag Ihrer Majestät
Asterix & Obelix – Im Auftrag Ihrer Majestät (Originaltitel:  Astérix et Obélix: Au Service de Sa Majesté) ist die vierte Realverfilmung der Comicreihe Asterix aus dem Jahr 2012. Regie führte Laurent Tirard. Die Hauptrolle des Obelix wurde wie auch in den ersten drei Realverfilmungen von Gérard Depardieu gespielt, während die Rolle des Asterix mit Édouard Baer neu besetzt wurde. Der Film kam am 18. Oktober 2012 in die deutschen Kinos. Der Film von Concorde wurde in 3D gedreht. Er basiert im Wesentlichen auf den beiden Comic-Bänden Asterix bei den Briten und Asterix und die Normannen, die bereits 1986 bzw. 2006 als Zeichentrick verfilmt wurden.

## Handlung
Cäsar startet eine Invasion Britanniens. Die Queen fürchtet, dass man den Römern, die mittlerweile das Dorf bombardieren, nicht mehr lange standhalten kann und schickt daher Teefax nach Gallien. Dort soll ein kleines Dorf nach wie vor Cäsars Eroberungsversuchen trotzen. Bei diesem Dorf handelt es sich um das Dorf von Asterix und Obelix, die die Aufgabe haben, aus dem Neffen von Majestix, Grautvornix, einen richtigen Mann zu machen. Die beiden sehen dies als gute Übung für Grautvornix, und so nehmen sie ihn mit nach Britannien, um dem Dorf von Teefax ein Fass ihres Zaubertranks, der übermenschliche Kräfte verleiht, zu bringen.

## Unterschiede zwischen Comics und Film
- Im Comic ist Asterix nicht auf Brautschau.
- Im Comic steht dem britischen Dorf ein Mann als Chef vor (Sebigbos) – Im Film eine Anspielung auf die damalige Monarchie unter Queen Elisabeth.
- Im Comic sind Asterix und Teefax Cousins, im Film sind sie nicht verwandt.
- Im Comic hat Asterix die Kräuter, die er den Briten als Zaubertrank verkauft, aus Gallien mitgebracht. Im Film erhält er diese von einem indischen Einwanderer, ähnlich wie im dazugehörigen Trickfilm (dort hat Asterix die Kräuter von einem phönizischen Händler erhalten).
- Im Film hat Teefax eine Verlobte, im Comic nicht.
- Im Comic starten die Normannen eine Expedition nach Gallien, um die Angst kennenzulernen, im Film reisen sie nach Britannien, um als Söldner Cäsars zu arbeiten. Als Bezahlung verlangen sie, dass man ihnen die Angst beibringt. In beiden Varianten nehmen sie das Sprichwort „Angst verleiht Flügel“ wörtlich.
- Angst erfahren die Normannen sowohl im Comic als auch im Film. Im Comic fürchten sie sich vor dem Gesang des gallischen Barden Troubadix, im Film haben sie Angst davor, dass Miss Macintosh sie zu britischen Gentlemen erzieht. In beiden Versionen stürzen sie sich anschließend von einer Klippe.

## Synchronisation
| Rolle             | Darsteller          | Synchronsprecher     |
| ----------------- | ------------------- | -------------------- |
| Asterix           | Édouard Baer        | Michael Lott         |
| Obelix            | Gérard Depardieu    | Manfred Lehmann      |
| Cäsars Psychiater | Yves Jacques        | Elmar Gutmann        |
| Claudius Lapsus   | Tristán Ulloa       | Matthias Rimpler     |
| Kapitän Rotbart   | Gérard Jugnot       | Axel Lutter          |
| Dreifuß           | Jacques Herlin      | Raimund Krone        |
| Grautvornix       | Vincent Lacoste     | David Turba          |
| Hirnisnichfilaf   | Dany Boon           | Olaf Reichmann       |
| Julius Cäsar      | Fabrice Luchini     | Frank-Otto Schenk    |
| Lehrmeister       | Neri Marcorè        | Peter Flechtner      |
| Luzius Filzus     | Jean Rochefort      | Jürgen Thormann      |
| Madame Relax      | Dolores Chaplin     | Silvia Mißbach       |
| Majestix          | Michel Duchaussoy   | Reinhard Scheunemann |
| Megacursus        | Niccolò Senni       | Stefan Krause        |
| Miss Macintosh    | Valérie Lemercier   | Christin Marquitan   |
| Olaf Maulaf       | Bouli Lanners       | Karl Schulz          |
| Ophélia           | Charlotte Le Bon    | Kaya Marie Möller    |
| Reine Cordelia    | Catherine Deneuve   | Katharina Lopinski   |
| Relax             | Bruno Paviot        | Till Hagen           |
| Scharfrichter     | Javivi              | Matthias Klages      |
| Teefax            | Guillaume Gallienne | Marcus Off           |
| Vonixkomtnixaf    | Götz Otto           | Götz Otto            |
| General #1        | –                   | Matthias Klages      |
| Jerôme            | –                   | Nina Herting         |

## Kritiken
„Unterhaltsame Realverfilmung auf der Basis des Comics "Asterix bei den Briten", deren Humor sich mehr an der gezeichneten Vorlage als an den klamaukigen Vorgängerfilmen orientiert. Auch wenn sich der Film manchen Gag des Originals zugunsten weniger gelungener Neuerfindungen entgehen lässt, spießt er nationale Eigenheiten ebenso satirisch-amüsant auf wie das angespannte Verhältnis zwischen Briten und Franzosen.“

„[D]er vierte Realfilm der Serie ist eine glatte Enttäuschung. Da helfen auch keine noch so modischen 3D-Effekte. […] Es kommt zu den üblichen Klopper- und Wildschweinwitzen, die im Lauf der Jahre aber ziemlich abgenudelt sind. […] Fazit: Öder Asterix-Film mit nervig pubertären Dialogpassagen, seichten Slapstickgags und fantasielosen Filmparodien.“

 Die Deutsche Film- und Medienbewertung FBW in Wiesbaden verlieh dem Film das Prädikat wertvoll.